# 900 Rosalinde
900 Rosalinde
900 Rosalinde là một tiểu hành tinh ở vành đai chính. Nó được Max Wolf phát hiện ngày 10.8.1918 ở Heidelberg, và được đặt theo tên Rosalinde, nhân vật trong vở opera Die Fledermaus của Johann Strauss..